# Jedtarin Bunchod
Jedtarin Bunchod (thailändisch เจตริน บุญโชติ; * 2. März 1997), auch als Boy bekannt, ist ein thailändischer Fußballspieler.

## Karriere
Jedtarin Bunchod steht seit mindestens 2019 beim Krabi FC unter Vertrag. 2019 spielte er mit dem Verein aus Krabi in der dritten Liga. Hier trat man in der Lower Region an. 2022 wurde er mit dem Verein Meister der Southern Region und stieg anschließend in die zweite Liga auf. Sein Zweitligadebüt gab Bunchod am 10. November 2023 (12. Spieltag) im Heimspiel gegen den Ayutthaya United FC. Bei dem 0:0-Unentschieden stand er in der Startelf und spielte die kompletten 90 Minuten. Am Ende der Saison 2023/24 belegte er mit dem Klub aus Krabi den letzten Tabellenplatz und musste somit in die dritte Liga absteigen. Nach dem Abstieg verließ er den Verein und schloss sich dem Drittligisten Songkhla FC an. Mit dem Verein aus Songkhla spielt er in der Southern Region der Liga. Am Ende der Saison 2024/25 feierte er mit dem Verein die Meisterschaft der Region. Am 19. April 2025 stand er mit Songkhla im Finale des Thai League 3 Cups. Hier verlor man im BG Stadium gegen den Thonburi United FC mit 5:4 im Elfmeterschießen.

## Erfolge
Songkhla FC
- Thai League 3 – South: 2024/25
- Thai League 3 Cup-Finalist: 2024/25